# Satanoperca setepele
Satanoperca setepele — вид окунеподібних риб родини цихлових (Cichlidae). Описаний у 2021 році.

## Етимологія
Видова назва setepele відноситься до назви демона з бразильського фольклору, який міг змінювати свою форму.

## Поширення
Ендемік Бразилії. Поширений у басейні річки Токантінс, включаючи його головну притоку Арагуая, від річки Кристаліно і водосховища Серра-да-Меса до гирла річки Ітакаюнас.